# ラファエル・フィジエフ
ラファエル・フィジエフ（ロシア語: Рафаэль Физиев、英語: Rafael Fiziev、1993年3月5日 - ）は、アゼルバイジャンの男性総合格闘家、元ムエタイ選手。カザフスタン出身。タイガームエタイ/キルクリフFC所属。UFC世界ライト級ランキング10位。

## 来歴
カザフスタンのコルダイでアゼルバイジャン人の父親とロシア人の母親との間に生まれ、幼少期に移住したキルギスで育つ。転校先の学校でいじめを受けたのがきっかけで11歳からムエタイを始め、その後はムエタイと並行してコンバットサンボ、ボクシング、柔術、レスリングなど様々な格闘技を始めた。
元々はムエタイの選手で、タイのスタジアムでの試合経験やトヨタ・ムエタイ・マラソンへの出場経験もあり、アマチュアムエタイでは2016年に世界選手権で銅メダルを獲得している。
2015年、プロ総合格闘技デビュー。ローカル団体で6戦6勝の戦績を残す。

### UFC
2019年4月20日、UFC初出場となったUFC Fight Night: Overeem vs. Oleinikでマゴメド・ムスタファエフと対戦し、右スピニングバックキックでダウンを奪われパウンドで1RTKO負け。キャリア初黒星を喫した。
2020年7月18日、UFC Fight Night: Figueiredo vs. Benavidez 2でマルク・ディアケイジーと対戦し、3-0の判定勝ち。ファイト・オブ・ザ・ナイトを受賞した。
2020年12月12日、UFC 256でヘナート・モイカノと対戦し、左ボディブロー、右ストレート、左フックのコンビネーションで1RKO勝ち。パフォーマンス・オブ・ザ・ナイトを受賞した。
2021年8月7日、UFC 265でボビー・グリーンと対戦し、3-0の判定勝ち。ファイト・オブ・ザ・ナイトを受賞した。
2021年12月4日、UFC on ESPN: Font vs. Aldoでライト級ランキング12位のブラッド・リデルと対戦し、右スピニングバックキックで3RTKO勝ち。パフォーマンス・オブ・ザ・ナイトを受賞した。
2022年7月9日、UFC on ESPN: dos Anjos vs. Fizievでライト級ランキング7位の元UFC世界ライト級王者ハファエル・ドス・アンジョスと対戦し、左フックでダウンを奪いパウンドで5RKO勝ち。パフォーマンス・オブ・ザ・ナイトを受賞し、アゼルバイジャン国籍でUFCの試合に出場した初めての選手となった。
2023年3月18日、UFC 286でライト級ランキング3位のジャスティン・ゲイジーと対戦。一進一退の打撃戦を繰り広げたものの、僅差で0-2の判定負け。ファイト・オブ・ザ・ナイトを受賞した。
2023年9月23日、UFC Fight Night: Fiziev vs. Gamrotでライト級ランキング7位のマテウス・ガムロットと対戦。互角の展開の中、2Rに右ミドルキックを放った際に左膝を負傷しTKO負け。試合後に膝の前十字靭帯断裂と診断を受けた。
2025年3月8日、負傷欠場したダン・フッカーの代役を受けUFC 313でライト級ランキング3位のジャスティン・ゲイジーと再戦し、0-3の判定負け。敗れはしたものの、ファイト・オブ・ザ・ナイトを受賞した。

## 人物・エピソード
- ボビー・グリーン戦までキルギス国籍で試合に出場していたが、キルギス国内で自身が信仰するシーア派ムスリムに対する宗教的迫害が起き、自身の家族が嫌がらせなどの被害を受けたため、現在はアゼルバイジャン国籍で試合を行っている[14][15]。
- 鍛冶を趣味としている。
- ファイターと並行してタイガームエタイの打撃コーチを勤めている。

## 戦績
| 総合格闘技 戦績 | 総合格闘技 戦績 | 総合格闘技 戦績 | 総合格闘技 戦績 | 総合格闘技 戦績 | 総合格闘技 戦績 | 総合格闘技 戦績 |
| --------------- | --------------- | --------------- | --------------- | --------------- | --------------- | --------------- |
| 17 試合         | (T)KO           | 一本            | 判定            | その他          | 引き分け        | 無効試合        |
| 13 勝           | 8               | 1               | 4               | 0               | 0               | 0               |
| 4 敗            | 2               | 0               | 2               | 0               | 0               | 0               |

| 勝敗 | 対戦相手                             | 試合結果                                         | 大会名                                      | 開催年月日     |
|      | チャールズ・オリベイラ               |                                                  | UFC Fight Night: Oliveira vs. Fiziev        | 2025年10月11日 |
| ○    | イグナシオ・バハモンデス             | 5分3R終了 判定3-0                                | UFC on ABC 8: Hill vs. Rountree Jr.         | 2025年6月21日  |
| ×    | ジャスティン・ゲイジー               | 5分3R終了 判定0-3                                | UFC 313: Pereira vs. Ankalaev               | 2025年3月8日   |
| ×    | マテウス・ガムロット                 | 2R 2:03 TKO（左膝の負傷）                        | UFC Fight Night: Fiziev vs. Gamrot          | 2023年9月23日  |
| ×    | ジャスティン・ゲイジー               | 5分3R終了 判定0-2                                | UFC 286: Edwards vs. Usman 3                | 2023年3月18日  |
| ○    | ハファエル・ドス・アンジョス         | 5R 0:18 KO（左フック→パウンド）                  | UFC on ESPN 39: dos Anjos vs. Fiziev        | 2022年7月9日   |
| ○    | ブラッド・リデル                     | 3R 2:20 TKO（右スピニングバックキック）          | UFC on ESPN 31: Font vs. Aldo               | 2021年12月4日  |
| ○    | ボビー・グリーン                     | 5分3R終了 判定3-0                                | UFC 265: Lewis vs. Gane                     | 2021年8月7日   |
| ○    | ヘナート・モイカノ                   | 1R 4:05 KO（左フック）                           | UFC 256: Figueiredo vs. Moreno              | 2020年12月12日 |
| ○    | マルク・ディアケイジー               | 5分3R終了 判定3-0                                | UFC Fight Night: Figueiredo vs. Benavidez 2 | 2020年7月18日  |
| ○    | アレックス・ホワイト                 | 5分3R終了 判定3-0                                | UFC Fight Night: Maia vs. Askren            | 2019年10月26日 |
| ×    | マゴメド・ムスタファエフ             | 1R 1:26 TKO（右スピニングバックキック→パウンド） | UFC Fight Night: Overeem vs. Oleinik        | 2019年4月20日  |
| ○    | ヌルザン・トゥターエフ               | 2R 0:51 TKO（左ミドルキック）                    | Titan FC 51                                 | 2018年12月21日 |
| ○    | ナンディン＝エルデン・ムングンソージ | 1R 0:58 KO（左フック→パウンド）                  | Road FC 45                                  | 2017年12月23日 |
| ○    | キム・スンヨン                       | 1R 4:23 TKO（右アッパー）                        | Road FC 39                                  | 2017年6月10日  |
| ○    | スラジ・バハドゥール                 | 1R 2:30 TKO（パンチ連打）                        | Primal FC: Dark Moon Rising                 | 2017年3月24日  |
| ○    | ギュンデュツ・ナビエフ               | 1R 3:40 リアネイキドチョーク                     | Boroda FC                                   | 2016年10月10日 |
| ○    | サム・バスティン                     | 1R KO（飛び膝蹴り）                              | W.I.N FC                                    | 2015年7月18日  |

### プロムエタイ
47戦39勝（29KO）8敗

## 表彰
- UFCファイト・オブ・ザ・ナイト（3回）
- UFCパフォーマンス・オブ・ザ・ナイト（3回）